# Большекаркалинский сельсовет
Большекаркалинский сельсовет — муниципальное образование в Миякинском районе Башкортостана.
Административный центр — село Большие Каркалы.

## История
Согласно Закону о границах, статусе и административных центрах муниципальных образований в Республике Башкортостан имеет статус сельского поселения.

## Население
| 2002  | 2009  | 2010  | 2012  | 2013  | 2014  | 2015  |
| ----- | ----- | ----- | ----- | ----- | ----- | ----- |
| 1601  | ↘1547 | ↘1351 | ↘1317 | ↘1264 | ↘1224 | ↘1188 |
| 2016  | 2017  | 2018  |       |       |       |       |
| ↘1154 | ↘1130 | ↘1109 |       |       |       |       |

## Состав сельского поселения
| № | Населённый пункт | Тип населённого пункта       | Население |
| - | ---------------- | ---------------------------- | --------- |
| 1 | Большие Каркалы  | село, административный центр | ↘488      |
| 2 | Уязыбашево       | село                         | ↘423      |
| 3 | Малые Каркалы    | село                         | ↘196      |
| 4 | Дубровка         | деревня                      | ↘83       |
| 5 | Зидиган          | деревня                      | ↘54       |
| 6 | Смородиновка     | деревня                      | ↘45       |
| 7 | Камышлы          | деревня                      | ↘43       |
| 8 | Яшляр            | деревня                      | ↘18       |
| 9 | Верхоценко       | деревня                      | ↘1        |

## Известные уроженцы
- Галимов, Айдар Ганиевич (род. 23 февраля 1967) — татарский и башкирский певец, Заслуженный артист Республики Башкортостан (1995), Народный артист Республики Башкортостан (2011), Заслуженный артист Республики Татарстан (1996), народный артист Республики Татарстан (2008)[16][17].